# М'єркань
М'єркань, М'єркані (рум. Miercani) — село у повіті Арджеш в Румунії. Входить до складу комуни Уда.
Село розташоване на відстані 131 км на північний захід від Бухареста, 23 км на захід від Пітешть, 90 км на північний схід від Крайови, 113 км на південний захід від Брашова.

## Населення
За даними перепису населення 2002 року у селі проживала 181 особа, усі — румуни. Усі жителі села рідною мовою назвали румунську.